# Anna Atkins
Anna Atkins (født Children, 16. marts 1799, død 9. juni 1871  ) var en engelsk botaniker og fotograf. Hun betragtes ofte som den første, der udgav en bog illustreret med fotografiske billeder.   Andre kilder omtaler hende, som den første kvinde, der skabte et fotografi.   

## Tidligt liv
Atkins blev født i byen Tonbridge, Kent, England i 1799. Hendes mor, Hester Anne Children døde i 1800. Anna var tæt knyttet til sin far John George Children, en berømt kemiker, mineralog og zoolog. Anna "modtog en usædvanlig videnskabelig uddannelse for en kvinde på hendes tid." Hendes detaljerede graveringer af muslingeskaller blev brugt til at illustrere hendes fars oversættelse af Lamarcks Genera of Shells . 
Hun giftede sig i 1825 med John Pelly Atkins, en vestindisk købmand fra London, senere sherif og fortaler for jernbaner; samme år flyttede hun til Halstead Place, Atkins-familiens hjem i Halstead, nær Sevenoaks, Kent.  Parret fik ingen børn. Atkins dyrkede i stedet sin interesse for botanik, blandt andet ved at indsamle planter, som hun tørrede for så senere at bruge som fotogrammer. I 1839 blev hun valgt som medlem af London Botanical Society.

## Fotografering
Hendes far, John George Children og hendes mand, John Pelly Atkins, var venner med William Henry Fox Talbot. Talbot lærte Anna Atkins om to af hans opfindelser relateret til fotografi: "fotogentegningsteknikken" (hvor et objekt placeres på lysfølsomt papir og udsættes for solen for at producere et billede) og kalotypi (sv). 
Fra 1841 havde Atkins adgang til et kamera. Der findes flere kilder, der omtaler Atkins som den første kvindelige fotograf,     mens andre tilskriver denne titel til Constance Fox Talbot.    Da hverken kamerabaserede fotografier af Anna Atkins  eller fotografier af Constance Talbot  er bevaret, bliver spørgsmålet måske aldrig endeligt besvaret.

## Fotografier af britiske alger: Cyanotypi-aftryk
Sir John Herschel, en ven af Atkins og Children, opfandt i 1842 den fotografiske cyanotypiproces.  Denne proces anvendte Atkins senere på alger (specifikt tang) ved at lave cyanotypifotogrammer  "ved at placere den umonterede original med tørrede alger direkte på cyanotypipapiret". 
Atkins udgav sine fotogrammer i den første del af Photographs of British Algae: Cyanotype Impressions i oktober 1843.  Hun planlagde også at illustrere William Henry Harveys * A Manual of British Algae*, som var blevet udgivet i 1841.  Selvom hendes udgivelse blot er privat udgivet i et begrænset oplag og med håndskrevet tekst, betragtes Photographs of British Algae: Cyanotype Impressions som den første bog illustreret med fotografiske billeder.    
Otte måneder senere, i juni 1844, blev den første del af William Henry Fox Talbots *The Pencil of Nature* udgivet; bogen var den "første fotografisk illustrerede bog, der blev udgivet kommercielt"  eller "den første kommercielt udgivne bog illustreret med fotografier". 
Atkins skabte i alt tre bind af *Photographs of British Algae: Cyanotype Impressions* mellem 1843 og 1853.  Af disse kendes der i dag kun 17 eksemplarer af bogen, alle i varierende grad af at være komplette.  Kopier opbevares nu blandt andet af følgende institutioner:  
- British Library, London, som tilbyder scanninger af 429 sider af sit eksemplar (som har ekstra plancher) online. Hun skænkede disse bind til British Museum via J.E. Gray mellem 1843 og 1853. [25]
- Kelvingrove Kunstgalleri og Museum, Glasgow, Skotland. [26]
- Metropolitan Museum of Art, New York. [27]
- New York Public Library, [28] som tilbyder scanninger af 285 sider af sit eksemplar online. [29]
- Royal Society, London, hvis eksemplar med 403 sider og 389 tavler menes at være det eneste eksisterende eksemplar af bogen, sådan som Atkins havde til hensigt. [24] [30]
- Victoria and Albert Museum i London har en række originale værker i deres bibliotek.
- Linnean Society of London, [31] hvis eksemplar mangler del 7 af bind 1.
- Horniman Museum and Gardens har et særligt komplet eksemplar med 14 sider tekst og 443 plancher. Hun leverede plancher med yderligere billeder af den samme art, da hun fandt et bedre eksempel, og disse dubletter er bevaret i denne kopi. [19]
- Rijksmuseum, Amsterdam. [32]
- Université de Montréal, Montreal [33]

I 2018 åbnede New York Public Library en udstilling om Atkins' liv og arbejde, hvor de også udstillede forskellige versioner af Photographs of British Algae .  

## Senere liv og arbejde
Udover Photographs of British Algae udgav Atkins desuden fem romaner i perioden 1852 til 1863.   Blandt andet The Perils of Fashion, Murder Will Out: A Story of Real Life og A Page from the Peerage .
I 1850'erne havde Atkins også et tæt samarbejde med Anne Dixon (1799-1864), der var "som en søster" for hende, om at producere mindst tre præsentationsalbummer med cyanotypifotogrammer: 
- Cyanotypier af britiske og udenlandske bregner (1853), nu på J. Paul Getty Museum ;
- Cyanotypier af britiske og udenlandske blomstrende planter og bregner (1854), hvis adskilte sider opbevares af forskellige museer og samlere;
- Et album med indskriften "Kaptajn Henry Dixon", Anne Dixons nevø (1861).

Atkins gemte de alger, bregner og andre planter, som hun benyttede til sit arbejde, og i 1865 donerede hun sin samling til British Museum.
Atkins døde på Halstead Place i 1871 i en alder af 72 år, af "lammelse, gigt og udmattelse". 

## I populærkulturen
Den 16. marts 2015 markerede Google Atkins' 216-års fødselsdag ved at placere et Google Doodle-billede af blålige bladformer på en mørkere baggrund på sin søgeside for at repræsentere hendes cyanoprint-arbejde.  
Atkins' arbejde var desuden også et vigtigt element for udstillingen "New Realities Photography in the Nineteenth Century", på Rijksmuseum, Amsterdam i 2017. 

## Publikationer
- Atkins, Anna (2020). Photographs of British Algae: Cyanotype Impressions (Sir John Herschel's Copy). Gerhard Steidl Druckerei und Verlag. ISBN 978-3-95829-510-0.
- Atkins, Anna (2013). The Perils of Fashion. London: Colburn and Co. ISBN 978-1-230-43184-0. OCLC 220806058.
- Atkins, Anna (1853). The Colonel: a story of fashionable life. By the author of "The Perils of Fashion". London: Hurst & Blackett. OCLC 264999460.
- Atkins, Anna (1853). Memoir of J. C. Children, including some unpublished poetry by his father and himself. London: John Bowye Nichols and Sons. OCLC 54191950.
- Atkins, Anna (1859). Murder will Out: a story of real life. By the author of "The Colonel", etc. London: Routledge, Warne, & Routledge. OCLC 855529436.
- Atkins, Anna (1863). A Page from the Peerage. By the author of "The Colonel". London: T. Cautley Newby. OCLC 23919986.